# Ozodicera (Dihexaclonus) panamensis
Ozodicera (Dihexaclonus) panamensis is een tweevleugelige uit de familie langpootmuggen (Tipulidae). De soort komt voor in het Neotropisch gebied.